# Calau de Luzon
El calau de Luzon (Penelopides manillae) és una espècie d'ocell de la família dels buceròtids (Bucerotidae) que habita els boscos de Luzon, illes Polillo, Catanduanes i Marinduque, a les Filipines.